# Liriomyza marginalis
Liriomyza marginalis är en tvåvingeart som beskrevs av Malloch 1913. Liriomyza marginalis ingår i släktet Liriomyza och familjen minerarflugor. Inga underarter finns listade i Catalogue of Life.